# Петровское (деревня, Раменский район)
Петро́вское — деревня в Раменском муниципальном районе Московской области. Входит в состав сельского поселения Кузнецовское. Население — 329 чел. (2010).

## География
Деревня Петровское расположена в восточной части Раменского района, примерно в 11 км к юго-востоку от города Раменское. Высота над уровнем моря 112 м. В 5 км к юго-западу от деревни протекает река Москва. В деревне 5 улиц — База МИСИ, Березовая, Песчаная, Центральная, Школьная; приписано 15 СНТ. Ближайший населённый пункт — деревня Ворщиково.

## История
В 1926 году деревня являлась центром Петровского сельсовета Велинской волости Бронницкого уезда Московской губернии.
С 1929 года — населённый пункт в составе Бронницкого района Коломенского округа Московской области. 3 июня 1959 года Бронницкий район был упразднён, деревня передана в Люберецкий район. С 1960 года в составе Раменского района.
До муниципальной реформы 2006 года деревня входила в состав Кузнецовского сельского округа Раменского района.

## Население
| 1926 | 2002 | 2010 |
| ---- | ---- | ---- |
| 1029 | ↘262 | ↗329 |

В 1926 году в деревне проживало 1029 человек (485 мужчин, 544 женщины), насчитывалось 198 хозяйств, из которых 197 было крестьянских. По переписи 2002 года — 262 человека (117 мужчин, 145 женщин).